# Махатов, Рахимжан Орынбасарович
Рахимжа́н Орынбаса́рович Маха́тов (Макатов) (каз. Рахымжан Орынбасарұлы Мақатов; 1986—2011) — террорист-смертник, совершивший теракт в Актобе 17 мая 2011 года, который стал первым такого рода происшествием в истории современного Казахстана.

## Биография
Рахимжан Махатов родился в Актюбинске (Актобе) в 1986 году. Учился в школе № 25. Посещал детскую школу искусств имени Курмангазы, где брал уроки игры на домбре. В 2001 году стал лауреатом музыкальной премии «Жас Канат». После окончания института работал в одном из банков, затем устроился на работу в нефтяную компанию в Кульсары (Атырауская область). По словам родственников, причиной отказа Рахимжана от светской жизни стала его жена Мейрамгуль Сатаева, родом из посёлка Шубаркудук Темирского района, с которой он познакомился, когда она работала в магазине. После теракта она была арестована и провела 9 дней в тюрьме с грудным ребёнком на руках. Религиозное течение, в которое вступил Рахимжан, называют стандартным в этом регионе словом «ваххабизм».
В 9:30 утра 17 мая 2011 года Рахимжан Махатов совершил самоподрыв возле Актюбинского областного департамента КНБ, в результате которого погиб сам и ранил троих человек. В день совершения теракта власти озвучили версию, что он совершил его «с целью уклонения от ответственности за уголовные преступления в составе организованной преступной группировки». Позже выяснилось, что в апреле того же года он был задержан сотрудниками спецслужб Казахстана вместе с другими членами мусульманского сообщества и был отпущен под подписку о невыезде.
По словам его жены, «про джихад, про то, как поехать на Кавказ и помочь братьям-мусульманам» Рахимжан рассказывал своему дяде — Есету Махауову, который затем был приговорён к 17 годам лишения свободы. Родители Мейрамгуль говорили, что «ваххабиткой» её сделал муж, а родители Рахимжана утверждали, что «ваххабитом» их сына сделала жена. «Мы придерживаемся правил Корана и сунны. Те, кто считают их трудными, смотрят на приверженцев этих правил как на ваххабитов», — сказала она.
Рахимжан Махатов был похоронен 20 мая. Поминки и погребальная молитва над ним были совершены во дворе дома его семьи на Юго-Западе Актобе, где он проживал вместе со своей семьёй и родителями на протяжении последних 14 лет. Во время похорон район патрулировался вертолётом.

## Семья
Рахимжан Махатов прожил в браке с Мейрамгуль Сатаевой около трёх лет, был отцом троих дочерей. Его отец Орынбасар Махатов является полковником полиции в отставке, мать Баян Жолдаскызы — медицинский работник в местном отделении Общества Красного Полумесяца.